# Mercury (paquebot)
Pour les articles homonymes, voir Mercury.
Le MS Mercury est un paquebot à vapeur de la Compagnie générale transatlantique qui s'est échoué le 8 octobre 1913 contre une jetée.

## Source
- Archives photographiques de famille, capitaine au long cours Marc Hallet - Axel Bonnisseau arrière-petit-fils.